# Mini Mario & Friends: Amiibo Challenge
Mini Mario & Friends: Amiibo Challenge é um videojogo quebra-cabeça desenvolvido e publicado pela Nintendo para Wii U e Nintendo 3DS. O jogo é gratuito para download na Nintendo eShop, mas requer um amiibo, para ser jogado. Foi lançado no Japão em Janeiro de 2016, e no resto do mundo em abril de 2016.

## Jogabilidade
A jogabilidade permanece em grande parte semelhante à da série Mario vs. Donkey Kong, com o jogador a ter a tarefa de guiar com segurança uma versão Mini (brinquedo de corda) de uma das 11 personagens (é necessário um amiibo para cada uma delas) até à saída de cada nível. O jogador não tem controle directo sobre o Mini. Depois de ser activado o Mini anda simplesmente continuamente para a frente, mudando de direcção quando ela atinge uma parede muito grande para que possa saltar por cima. No final de cada nível, os jogadores são marcados com base no seu desempenho.